# Microrregión de Jacobina
La microrregión de Jacobina es una de las  microrregiones del estado brasileño de la Bahia perteneciente a la mesorregión  Centro-Norte Baiano. Su población fue estimada en 2005 por el IBGE en 308.073 habitantes y está dividida en dieciséis municipios. Posee un área total de 18.340,977 km².

## Municipios
- Caém
- Caldeirão Grande
- Capim Grosso
- Jacobina
- Miguel Calmon
- Mirangaba
- Morro do Chapéu
- Ourolândia
- Piritiba
- Ponto Novo
- Quixabeira
- São José do Jacuípe
- Saúde
- Serrolândia
- Várzea do Poço
- Várzea Nova

- Datos: Q2597442